# ثلاثية (كرة القدم)

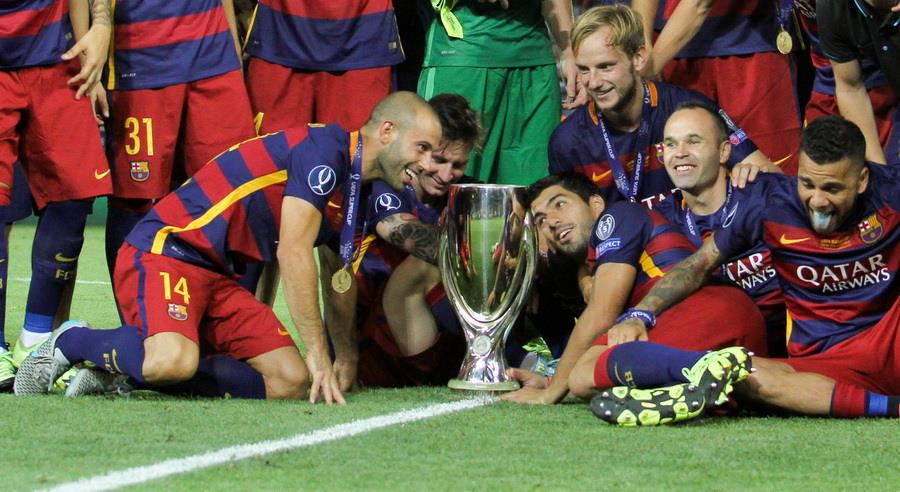
برشلونة الإسباني هو أول فريق أوروبي يفوز بالثلاثية القارية مرتين، الأولى في موسم 2008–09 والثانية في موسم 2014–15 (الصورة).

الثلاثية (بالإنجليزية: Treble) في كرة القدم هو مصطلح رياضي يشير إلى فريق فاز بثلاثة ألقاب في موسم أو عام واحد. في الغالب، ترمز الثلاثية إلى اللقبين الكبيرين المحليين للدرجة الأولى بالإضافة إلى البطولة القارية الأولى (دوري أبطال أوروبا على سبيل المثال) وقد تشير إلى ألقاب أخرى حسب النادي. فمثلاً هنالك:
- الثلاثية المحلية: وتطلق في حال فوز الفريق بثلاث ألقاب محلية (الدوري والكأس وكأس السوبر)
- الثلاثية القارية: فإنه يطبق في حال فوز الفريق بلقبين محليين (الدوري والكأس) بالإضافة إلى لقب قاري.
- النادي الأكثر جلباً لثلاثية المحلية نادي رينجرز الأسكتلندي برصيد 7 مرات

## الأندية الفائزة

### الثلاثية القارية
تحتوى هذه القائمة باسماء الأندية التي فازت بالدوري الأعلى في بلدها وبلقب الكأس، بالإضافة إلى بطولة قارية كبرى، كل ذلك في غضون موسم واحد. تم تحقيق أول ثلاثية قارية في عام 1967 عندما فاز نادي سلتيك بلقب الدوري الاسكتلندي الممتاز وكأس اسكتلندا بالإضافة إلى كأس أوروبا. بالمجمل، استطاعت سبعة أندية أوروبية هذا الإنجاز منذ عام أول إنجاز في عام 1967.
نادي برشلونة الإسباني ونادي بايرن ميونخ الألماني هما الناديان الوحيدان اللذان حصلا على السداسية (الدوري الإسباني، كأس ملك إسبانيا، كأس السوبر الإسباني، دوري أبطال أوروبا، كأس العالم للأندية، كأس السوبر الأوروبي) في موسم 2008–09 لصالح برشلونة، (الدوري الألماني، كأس ألمانيا، كأس السوبر الألماني، دوري أبطال أوروبا، كأس السوبر الأوروبي، كأس العالم للأندية) في موسم 2019–20 لبايرن ميونخ.
| الاتحاد    | النادي            | البلد                       | الفوز | الموسم / السنة            | الألقاب التي تم الفوز بها                                                       | م.          |
| ---------- | ----------------- | --------------------------- | ----- | ------------------------- | ------------------------------------------------------------------------------- | ----------- |
| آسيا       | طوكيو فيردي       | اليابان                     | 1     | 1987                      | الدوري الياباني، كأس إمبراطور اليابان، دوري أبطال آسيا                          | [ 4 ]       |
| آسيا       | الهلال            | السعودية                    | 1     | 2019–20                   | دوري المحترفين السعودي، كأس الملك، دوري أبطال آسيا                              | [ 5 ]       |
| أفريقيا    | الأهلي            | مصر                         | 3     | 2005–06، 2006–07، 2019–20 | الدوري المصري الممتاز، كأس مصر، دوري أبطال أفريقيا                              | [ 6 ] [ 7 ] |
| أفريقيا    | تي بي مازيمبي     | جمهورية الكونغو الديمقراطية | 1     | 1967                      | الدوري الوطني الكونغولي، كأس الكونغو الديمقراطية، دوري أبطال أفريقيا            | [ 8 ]       |
| أفريقيا    | فيتا              | زائير                       | 1     | 1973                      | الدوري الوطني الكونغولي، كأس الكونغو الديمقراطية، دوري أبطال أفريقيا            | [ 9 ]       |
| أفريقيا    | مولودية الجزائر   | الجزائر                     | 1     | 1976                      | الرابطة الجزائرية المحترفة الأولى، كأس الجزائر، دوري أبطال أفريقيا              | [ 10 ]      |
| أفريقيا    | هارتس أوف أوك     | غانا                        | 1     | 2000                      | الدوري الغاني الممتاز، كأس الاتحاد الغاني، دوري أبطال أفريقيا                   | [ 11 ]      |
| أفريقيا    | الترجي            | تونس                        | 1     | 2011                      | الدوري التونسي، كأس تونس، دوري أبطال أفريقيا                                    | [ 12 ]      |
| كونكاكاف   | كروز آزول         | المكسيك                     | 2     | 1969، 1997                | الدوري المكسيكي الممتاز، كأس المكسيك، دوري أبطال الكونكاكاف                     | [ 13 ]      |
| كونكاكاف   | ديفينس فورس       | ترينيداد وتوباغو            | 1     | 1985                      | دوري محترفين تي تي، كأس ترينيداد وتوباغو، دوري أبطال الكونكاكاف                 | [ 14 ]      |
| كونكاكاف   | مونتيري           | المكسيك                     | 1     | 2019–20                   | الدوري المكسيكي الممتاز، كأس المكسيك، دوري أبطال الكونكاكاف                     | [ 15 ]      |
| أوقيانوسيا | أوكلاند سيتي      | نيوزيلندا                   | 3     | 2005–06، 2013–14، 2014–15 | الدوري النيوزلندي، بطولة نيوزلندا، دوري أبطال أوقيانوسيا                        | [ 16 ]      |
| أوقيانوسيا | وايتاكيري يونايتد | نيوزيلندا                   | 1     | 2007–08                   | الدوري النيوزلندي، بطولة نيوزلندا، دوري أبطال أوقيانوسيا                        | [ 17 ]      |
| أوقيانوسيا | هينجين سبورت      | كاليدونيا الجديدة           | 1     | 2019                      | دوري كاليدونيا الجديدة لكرة القدم، كأس كاليدونيا الجديدة، دوري أبطال أوقيانوسيا | [ 18 ]      |
| أوروبا     | برشلونة           | إسبانيا                     | 2     | 2008–09، 2014–15          | الدوري الإسباني، كأس ملك إسبانيا، دوري أبطال أوروبا                             | [ 19 ]      |
| أوروبا     | بايرن ميونخ       | ألمانيا                     | 2     | 2012–13، 2019–20          | الدوري الألماني، كأس ألمانيا، دوري أبطال أوروبا                                 | [ 19 ]      |
| أوروبا     | سلتيك             | إسكتلندا                    | 1     | 1966–67                   | الدوري الاسكتلندي الممتاز، كأس اسكتلندا، كأس أوروبا                             | [ 19 ]      |
| أوروبا     | أياكس             | هولندا                      | 1     | 1971–72                   | الدوري الهولندي الممتاز، كأس هولندا، كأس أوروبا                                 | [ 19 ]      |
| أوروبا     | آيندهوفن          | هولندا                      | 1     | 1987–88                   | الدوري الهولندي الممتاز، كأس هولندا، كأس أوروبا                                 | [ 19 ]      |
| أوروبا     | مانشستر يونايتد   | إنجلترا                     | 1     | 1998–99                   | الدوري الإنجليزي الممتاز، كأس الاتحاد الإنجليزي، دوري أبطال أوروبا              | [ 19 ]      |
| أوروبا     | إنتر ميلان        | إيطاليا                     | 1     | 2009–10                   | الدوري الإيطالي، كأس إيطاليا، دوري أبطال أوروبا                                 | [ 19 ]      |
| أوروبا     | مانشستر سيتي      | إنجلترا                     | 1     | 2022–23                   | الدوري الإنجليزي الممتاز، كأس الاتحاد الإنجليزي، دوري أبطال أوروبا              |             |
| أوروبا     | باريس سان جيرمان  | فرنسا                       | 1     | 2024–25                   | الدوري الفرنسي، كأس فرنسا، دوري أبطال أوروبا                                    |             |

### الثلاثية المحلية
| النادي               | البلد            | عدد المرات | سنوات الفوز                              | الألقاب التي تم الفوز بها                                                                     |
| -------------------- | ---------------- | ---------- | ---------------------------------------- | --------------------------------------------------------------------------------------------- |
| نادي رينجرز          | اسكتلندا         | 7          | 1949، 1964، 1976، 1978، 1993، 1999، 2003 | الدوري الاسكتلندي الممتاز، كأس اسكتلندا، كأس الدوري الاسكتلندي                                |
| نادي سلتيك           | اسكتلندا         | 5          | 1967، 1969، 2001، 2017، 2018             | الدوري الاسكتلندي الممتاز، كأس اسكتلندا، كأس الدوري الاسكتلندي                                |
| نادي شامروك روفرز    | جمهورية أيرلندا  | 3          | 1925، 1932، 1964                         | الدوري الإيرلندي الممتاز، كأس الاتحاد الأيرلندي، درع الدوري الأيرلندي                         |
| نادي بوريرام يونايتد | تايلاند          | 3          | 2011، 2013، 2015                         | الدوري التايلاندي الممتاز، كأس الاتحاد التايلاندي، درع الدوري التايلندي                       |
| باريس سان جيرمان     | فرنسا            | 3          | 2015، 2016، 2018                         | الدوري الفرنسي، كأس فرنسا، كأس الرابطة الفرنسية                                               |
| نادي لينفيلد         | أيرلندا الشمالية | 2          | 1922، 1962                               | درع الدوري الأيرلندي، كأس إيرلندا، درع مقاطعة أنتريم                                          |
| نادي فاليتا          | مالطا            | 2          | 1997، 2001                               | الدوري المالطي الممتاز، كأس مالطا، كأس لونبرو                                                 |
| نادي قدح             | ماليزيا          | 2          | 2007، 2008                               | دوري السوبر الماليزي، كأس ماليزيا، كأس الاتحاد الماليزي                                       |
| نادي بوهيميان        | جمهورية أيرلندا  | 1          | 1928                                     | الدوري الإيرلندي الممتاز، كأس الاتحاد الأيرلندي، درع الدوري الأيرلندي                         |
| فول ريفر ماركسمين    | الولايات المتحدة | 1          | 1930                                     | دوري كرة القدم الأمريكي، كأس بطولة الولايات المتحدة المفتوحة، كأس لويس                        |
| ناد بروكهاتان        | الولايات المتحدة | 1          | 1945                                     | دوري كرة القدم الأمريكي، كأس بطولة الولايات المتحدة المفتوحة، كأس لويس                        |
| نادي تورينتو كرواتيا | كندا             | 1          | 1971                                     | كأس الرابطة الوطنية، دوري الرابطة الوطنية، بطل التصفيات التأهيلية في دوري الرابطة الوطنية     |
| ليفسكي صوفيا         | بلغاريا          | 1          | 1984                                     | الدوري البلغاري الممتاز، كأس بلغاريا، كأس الجيش السوفييتي                                     |
| سسكا صوفيا           | بلغاريا          | 1          | 1989                                     | الدوري البلغاري الممتاز، كأس بلغاريا، كأس الجيش السوفييتي                                     |
| ديري سيتي            | أيرلندا الشمالية | 1          | 1989                                     | دوري أيرلندا الشمالية الممتاز، كأس الاتحاد الأيرلندي الشمالي، دوري أيرلندا الشمالية الممتاز   |
| نادي ملبورن نايت     | أستراليا         | 1          | 1995                                     | كأس الرابطة الوطنية، دوري الرابطة الوطنية، بطل نهائيات دوري الرابطة الوطنية                   |
| نادي القوة الجوية    | العراق           | 1          | 1997                                     | الدوري العراقي الممتاز، كأس العراق، بطولة أم المعارك                                          |
| نادي الزوراء         | العراق           | 1          | 2000                                     | الدوري العراقي الممتاز، كأس العراق، بطولة أم المعارك                                          |
| بايرن ميونخ          | ألمانيا          | 1          | 2000                                     | الدوري الألماني لكرة القدم، كأس ألمانيا، كأس الدوري الألماني                                  |
| نادي كروزيرو         | البرازيل         | 1          | 2003                                     | كأس كومبيناتو مينيرو، كأس البرازيل، الدوري البرازيلي الدرجة الأولى                            |
| نادي ريل             | ويلز             | 1          | 2004                                     | الدوري الويلزي الممتاز، كأس ويلز، كأس دوري ويلز                                               |
| نادي سون هي          | هونغ كونغ        | 1          | 2005                                     | دوري هونغ كونغ للدرجة الأولى، درع هونغ كونغ، كأس هونغ كونغ                                    |
| نادي السد            | قطر              | 1          | 2007                                     | دوري نجوم قطر، كأس أمير قطر، كأس قطر                                                          |
| نادي أرسنال للسيدات  | إنجلترا          | 1          | 2007                                     | الدوري الإنجليزي الممتاز للسيدات، كأس الاتحاد الإنجليزي للسيدات، كأس الدوري الإنجليزي للسيدات |
| نادي كلنتن           | ماليزيا          | 1          | 2012                                     | دوري السوبر الماليزي، كأس ماليزيا، كأس الاتحاد الماليزي                                       |
| أتلتيكو ناسيونال     | كولومبيا         | 1          | 2013                                     | الدوري الكولومبي لكرة القدم، كأس كولومبيا، الدوري الكولومبي لكرة القدم                        |
| نادي بنفيكا          | البرتغال         | 1          | 2014                                     | الدوري البرتغالي الممتاز، كأس البرتغال، كأس الدوري البرتغالي                                  |
| نادي مكابي تل أبيب   | إسرائيل          | 1          | 2015                                     | الدوري الإسرائيلي الممتاز، كأس إسرائيل، كأس توتو                                              |
| نادي تورونتو         | كندا             | 1          | 2017                                     | درع الأنصار، كأس الدوري الأمريكي لكرة القدم، البطولة الكندية لكرة القدم                       |
| مانشستر سيتي         | إنجلترا          | 1          | 2019                                     | الدوري الإنجليزي الممتاز، كأس الرابطة المحترفة، كأس الاتحاد الإنجليزي                         |
| برشلونة              | إسبانيا          | 1          | 2025                                     | الدوري الإسباني، كأس ملك إسبانيا,كأس السوبر الإسباني                                          |

## وصلات خارجية
- قائمة بالثلاثية المحلية من موقع مؤسسة إحصاءات وثيقة لرياضة كرة القدم (RSSSF)